# 吉崩岗街道
吉崩岗街道（藏語：རྗེ་འབུམ་སྒང་，威利转写：rje 'bum sgang），是中华人民共和国西藏自治区拉萨市城关区下辖的一个乡镇级行政单位。面积1.9平方公里。也曾是城关区的区政府驻地（现驻地为吉日街道）。境内有布达拉宫、小昭寺、西藏和平解放纪念碑。

## 地名
“吉崩岗”来自当地的吉崩岗佛殿，藏语“吉”（藏語：རྗེ་，威利转写：rje）意为“大师、王”，是“吉宗喀巴”的简称，“崩”（藏語：འབུམ，威利转写：'bum）意为“十万”，“吉崩岗”意思是“供奉十万宗喀巴大师塑像的土岗”。

## 行政区划
吉崩岗街道下辖以下地区：
吉崩岗社区、热木其社区、策门林社区和木如社区。